# Габер (Добричская область)
Габер (болг. Габер) — село в Болгарии. Находится в Добричской области, входит в общину Крушари. Население составляет 123 человека.

## Политическая ситуация
Кмет (мэр) общины Крушари — Добри Стоянов Стефанов (Движение за права и свободы (ДПС)) по результатам выборов.